# Wiktor Musztakow
Wiktor Aleksiejewicz Musztakow (ros. Виктор Алексеевич Муштаков, ur. 19 grudnia 1996 w Barnaule) – rosyjski łyżwiarz szybki, dwukrotny medalista mistrzostw świata.

## Kariera
Na mistrzostwach świata juniorów w Warszawie w 2015 roku zdobył brązowy medal w sprincie drużynowym. Na rozgrywanych rok później mistrzostwach świata juniorów w Changchun w tej samej konkurencji zwyciężył
Pierwszy raz na podium zawodów Pucharu Świata stanął 24 listopada 2018 roku w Tomakomai, kończąc rywalizację w biegu na 500 m na drugiej pozycji. W zawodach tych rozdzielił dwóch Japończyków: Tatsuyę Shinhamę i Yumę Murakamiego. W klasyfikacji końcowej 500 m w sezonie 2019/2020 zajął drugie miejsce.
Na dystansowych mistrzostwach świata w Inzell w 2019 roku wspólnie z Pawłem Kuliżnikowem i Rusłanem Muraszowem zdobył brązowy medal w sprincie drużynowym. Na tej samej imprezie był też trzeci w biegu na 500 m, plasując się za Muraszowem i Håvardem Holmefjordem Lorentzenem z Norwegii.